# Danh sách mèo hư cấu trong truyện tranh
Đây là một danh sách chưa hoàn tất, và có thể sẽ không bao giờ thỏa mãn yêu cầu hoàn tất. Bạn có thể đóng góp bằng cách mở rộng nó bằng các thông tin đáng tin cậy.
Dưới đây là danh sách mèo hưu cấu và thuộc họ mèo trong truyện tranh là phần bổ sung thêm cho danh sách mèo hư cấu và thuộc họ mèo. Nó được giới hạn bởi những nhân vật mèo trong những bộ truyện tranh nổi tiếng. Đối với những nhân vật xuất hiện trong những bộ truyện riêng biệt, mọi thông tin sẽ được cập nhật sớm nhất khi xuất hiện ở đây.
| Nhân vật          | Nguồn gốc                     | Đặc điểm |  |
| ----------------- | ----------------------------- | --- |  |
| Alley-Kat-Abra    |                               | Trước đây là Con mèo có phép thuật cùng với Zoo Crew |  |
| Azrael (Mèo Ara)  | Xì Trum                       | Con mèo màu đỏ của Gargamel |  |
| Bill the Cat      | Bloom County/Outland          | Mèo mướp lúc nào cũng ngủ trên quả cam khổng lồ |  |
| Blacksad          |                               | John, nhân vật chính trong loạt truyện tranh. |  |
| Bucky Katt        | Get Fuzzy                     | ích kỉ, hay nghi ngờ, và lười biếng. Đôi tai của cậu ta gần như luôn để vểnh ngược lên đầu, dấu hiệu củasự thách thức, gây hấn và/ hoặc sự không thân thiện |  |
| Catbert           | Dilbert                       | Nguồn gốc là một người đạo diễn xấu xa |  |
| Chiyo-chichi      | Azumanga Daioh                | Ba của Chiyo. |  |
| Dex-Starr         | Green Lantern                 | Một thành viên của tập đoàn Red Lantern. |  |
| Chubby Huggs      | Get Fuzzy                     | Rất lớn, con mèo hoạt hoạ overaffectionate. |  |
| Doraemon          | Doraemon                      | Là một loạt truyện tranh nổi tiếng dành cho thiếu nhi được tạo ra bởi Fujiko F. Fujio truyện kể về một chú mèo máy màu xanh đến từ tương lai (thế kỉ 22) được cháu nội của Nobi Nobita cử về quá khứ giúp cậu ta sống tốt hơn cũng như giúp cải thiện cuộc sống sau này của con cháu. Doraemon có rất nhiều bảo bối và vô số các công nghệ tiên tiến đến từ tương lai, để giúp Nobi Nobita đương đầu với cuộc sống hằng ngày. |  |
| Fat Freddie's Cat | Fabulous Furry Freak Brothers | |  |
| Fluffy            | Darkwing Duck                 | |  |
| Garfield          | Garfield                      | |  |
| Heathcliff        | Heathcliff                    | Những con mèo khác từ vùng đất gọi là: Catfather. |  |
| Korky the Cat     | The Dandy                     | |  |
| Krosp             | Girl Genius                   | Vua của tất cả loài mèo. |  |
| Krazy Kat         | Krazy Kat                     | |  |
| Luna              | Sailor Moon                   | |  |
| Maya              | Azumanga Daioh                | Thú cưng của Sakaki Mèo Iriomote. |  |
| Myšpulín          | Čtyřlístek                    | Một nhà khoa học. |  |
| Omaha             |                               | nhân vật khêu gợi cuốn truyện tranh "furry" |  |
| Salem Saberhagen  | Sabrina, the Teenage Witch    | nói về những cuốn truyện tranh, Sabrina, the Teenage Witch và phim truyền hình cùng tên năm 1996, hay như Sabrina, the Animated Series và sản phẩm phụ 2003. |  |
| Scratch           | Scratch9                      | Là một con mèo nhà bình thường nhưng có tới chín mạng để giúp cậu thoát khỏi những rắc rối khi gặp. |  |
| Sebastian         | Josie and the Pussycats       | |  |
| Sénéchal (Ratso)  | Cubitus                       | người hàng xóm kế cửa Cubitus một con mèo áo lễ phục đen có màu đen và trắng (Kẻ thù/Bạn bè). |  |
| Solange           | 9 Chickweed Lane              | Con mèo Xiêm sống với Edda Burber. |  |
| Streaky           | Supergirl                     | |  |
| Superkatt         | Giggle Comics                 | siêu anh hùng truyện tranh bắt chước được tạo ra bởi Dan Gordon. |  |
| Tom Puss          | Oliver Bumble                 | nhân vật đối tác của nhân vật Oliver Bumble Tomato Tomato là con mèo cái lông dày màu đỏ, bạn Magnus, Chiến binh Robot. Họ sống ở Bắc Am vào năm 4000 AD/CE. |  |

## Tổng quan
- Danh sách mèo hư cấu